# واي فاي سلاكس
واي فاي سلاكس (بالاسبانية: wifislax)هي توزيعة مبنية على جنو/لينكس وهي متخصصة في الأمن والحماية المعلوماتية واختبار الاختراق (Pentration Testing)·تستعمل غالبا في اختراق الشبكات اللاسلكية.

## أدوات واي فاي سلاكس
توزيعة واي فاي سلاكس متخصصة في الأمن والحماية المعلوماتية وتحتوي مسبقا على عدة برامج وأدوات موجهة لاختبار الاختراق·حيث تتضمن برامج لتحليل الحزم المتبادلة على الشبكات كواير شارك Wireshark، وطقم برامج ايركراك-أن جي الخاص باختبار اختراق الشبكات المحلية اللاسلكية شبكة محلية لاسلكية وBurp Suite وOWASP وZAP، بالإضافة إلى أدوات أخرى متعددة أبرزها: 
1. أداة Reaver: هي أداة متخصصة في إستغلال ثغرة WPS، بحيث تقوم بتجربة أكواد PIN المستخلصة وتجربتها مباشرة على نقطة الإتصال.
2. أداة Fern-Wifi-Cracker: أداة مفتوحة المصدر تقوم بتجميع معلومات الشبكة عبر Ivs ثم تقوم بهجوم هجوم القوة العمياء على الشبكة
3. أداة Wifite: مبنية على أداة REAVER وتقوم بإستهداف الشبكات عن طريق ثغرة WPS.
4. أداة pixie script: مثل REAVER لكنه يتبع خوارزمية مختلفة ويعتبر أحدث أداة في إستهداف ثغرات WPS.
5. أداة Lineset Eviltwin: شهيرة في نظام واي فاي سلاكس وتعتمد على إطلاق نقطة إتصال مزورة شبيهة بنقطة الإتصال الحقيقية.
6. أداة COWPatty: تستهدف بشكل أساسي شبكات WPA/WPA2 وتقوم بتجربة مجموعة من كلمات السر المهيئة من قبل على الشبكة.
7. أداة WifiPhisher: تقوم بإطلاق نقطة إتصال مزورة شبيهة بالأصلية وتطلب من المستخدمين إدخال كلمة السر الشبكة الأصلية.[2]

## برمجيات واي فاي سلاكس
يمكن الحصول على التوزيعة مجانا مباشرة من موقعها الرسمي·بعد التحميل يمكن للمستعمل أن يشغل هذا النظام كقرص حي Live CD أو يو إس بي حي Live USB، أو يمكن تتثبته مباشرة على القرص الصلب للحاسوب أو استعماله كجهاز افتراضي. لواي فاي سلاكس صورة من 32 بت و 64 بت والتي تعمل على معالجات x86

## تحديثات
- WifiSlax 1.2
- WifiSlax 2.0
- WifiSlax 4.11
- WifiSlax 4.11.1
- WifiSlax 4.12

## وصلات خارجية
- موقعها الرسمي[4]
- http://www.seguridadwireless.net/
- http://foro.seguridadwireless.net/
- http://foro.seguridadwireless.net/manuales-de-wifislax-wifiway/
- http://comorobarwifi.org/
- [1]